# Racine Carrée Live
Racine carrée Live (стилізовано як √ Live) — це запис однойменного концерту бельгійського музиканта Stromae, що відбувся 28-29 вересня 2015 року. Відеоальбом вийшов на DVD 11 грудня 2015 року на Sony Music.

## Створення та випуск
DVD було записано 28-29 вересня 2015 року у Bell Center у Монреалі, Канада. Шоу зібрало понад 22 тисяч відвідувачів.
Запис концерту також вийшов 9 грудня 2015 року для безплатного перегляду на YouTube від Vevo.

## Трек-лист
До відеоальбому увійшли дванадцять пісень з альбому Racine carrée і п'ять з попереднього альбому Cheese. Концертний альбом містить усі треки, виконані під час концертів.
| Номер | Назва                        |
| ----- | ---------------------------- |
| 1.    | «Intro»                      |
| 2.    | «Ta fête»                    |
| 3.    | «Bâtard»                     |
| 4.    | «Peace or Violence»          |
| 5.    | «Te quiero»                  |
| 6.    | «Tous les mêmes»             |
| 7.    | «Ave Cesaria»                |
| 8.    | «Sommeil»                    |
| 9.    | «Quand c'est?»               |
| 10.   | «Je cours»                   |
| 11.   | «Moules frites»              |
| 12.   | «Formidable»                 |
| 13.   | «Silence»                    |
| 14.   | «Carmen»                     |
| 15.   | «Humain à l'eau»             |
| 16.   | «Alors on danse»             |
| 17.   | «Push the Feeling»           |
| 18.   | «Gypsy Woman»                |
| 19.   | «Rhythm Is a Dancer»         |
| 20.   | «Insomnia»                   |
| 21.   | «Papaoutai»                  |
| 22.   | «Merci»                      |
| 23.   | «Tous les mêmes» (A capella) |

## Чарти
| Чарт (2015/2016)                              | Пікова позиція |
| --------------------------------------------- | -------------- |
| Бельгія (Ultratop 10 DVD Musicaux — Wallonia) | 1              |
| Бельгія (Ultratop 10 Muziek–DVD — Flanders)   | 1              |
| Франція (Top DVD Musicaux)                    | 1              |
| Італія (DVD Musicali)                         | 3              |
| Нідерланди (DVD Music Top 30)                 | 1              |
| Швеція (Veckolista DVD album)                 | 3              |
| Швейцарія (Musik-DVD Top 10)                  | 1              |

## Сертифікації
| Регіон                                       | Сертифікація | Продажі |
| -------------------------------------------- | ------------ | ------- |
| Франція (SNEP)                               | Діамантовий  | 60 000* |
| *продажі, що базуються лише на сертифікаціях |              |         |